# ساحل شاهدخت مارتا

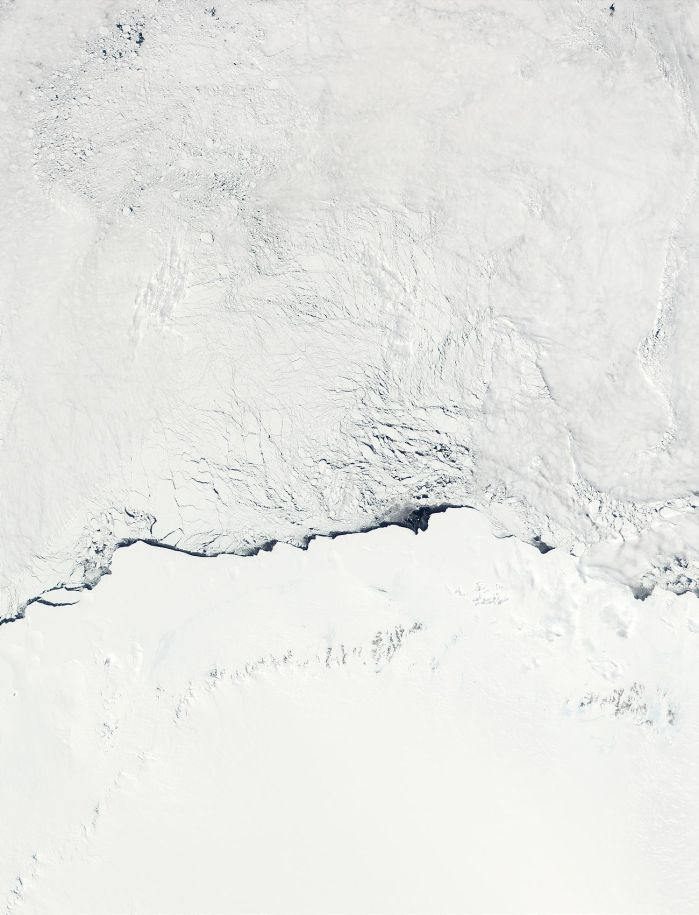
ساحل شاهدخت مارتا

ساحل شاهدخت مارتا (به انگلیسی: Princess Martha Coast) بخشی از ساحل سرزمین شهبانو ماود است که از پنج درجه شرقی تا یخچال طبیعی استنکامب-ویلز را در ۲۰ درجه غربی شامل می‌شود. کل خط ساحلی توسط کوه‌های یخی با ارتفاع ۲۰ تا ۳۵ متر مرزبندی شده است.
ساحل شاهدخت مارتا، اولین بخش سرزمین اصلی جنوبگان بود که توسط انسان کشف شد. در سال ۱۸۲۰ میلادی، این قسمت از جنوبگان توسط فابین گوتلیب فن بلینگسهاوزن و میخائیل لازارف کشف شد. نام سرزمین شاهدخت مارتا توسط کاپیتان هیالمار ریزر-لارسن برای این منطقه، در دماغه نروژ در جنوبگان پیشنهاد شد، که این قسمت نیز در سال ۱۹۳۰ میلادی توسط دولت نروژ در یک پرواز، مشخص شد.
این نام، به افتخار شاهدخت ولیعهد مارتای نروژ روی این سرزمین نهاده شده است.
ایستگاه تحقیقاتی ترول نیز در قسمت شرقی این سرزمین، در فاصله ۲۳۵ کیلومتری ساحل قرار گرفته است.